# 대체 암 치료법

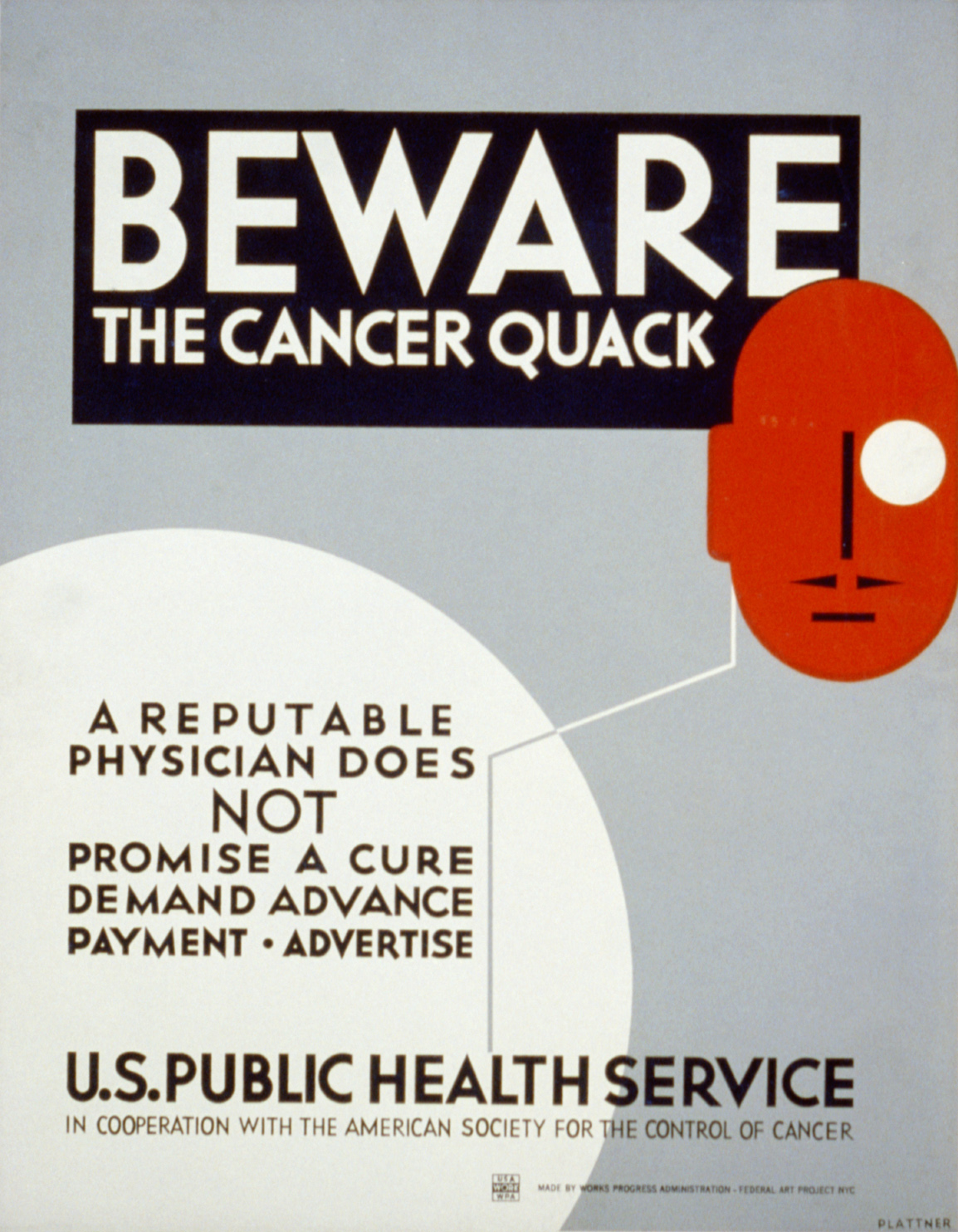
1930년대 미 공중 의약국에서 제작한 포스터. 유사 치료를 경계하라고 쓰여 있다.

대체 암 치료법(代替癌治療法, 영어: alternative cancer treatment)은 대체의학적 혹은 의학적 근거가 빈약한 치료에 대해 설명한다. 근거가 빈약하거나 받아들여지지 않는 것들에 대하여 유사과학(영어: pseudoscience)이라 칭한다. 전문성이 결여된 방법으로 치료를 수행하는 사람들에 대해 법적 조치가 취해질 수 있다.

## 대체 의학
- 방향 요법(아로마테라피) - 실제로 방향 요법은 삶의 질을 향상시켜줄 수 있는 중재이기는 하다. 그러나 미국 암협회는 "현재 과학적 자료는 방향 요법이 암을 예방하거나 치료한다는 것을 뒷받침하지 않는다"고 밝혔다.[4]
- 아유르베다 요법 - 인도 아대륙에서 기원한 5000년 된 전통의학이다. 그러나 영국 암연구소는, "아유르베다 의학이 암이나 기타 질환을 예방한다는 과학적 근거가 없다"고 밝혔다.[5]
- German New Medicine -Ryke Geerd Hamer (1935- )가 고안한 의료체계로, 모든 질병은 감정적 충격에서 비롯되며, 주류의학을 유대인이 날조한 음모론으로 치부한다. 이러한 주장을 지지할 근거도 없고, 저런 의료체계를 뒷받침하는 생물학적인 근거도 없다.[6]
- 본초학 - 건강증진에 있어 국소적인 부분이 아니라 몸 전체를 염두에 두고, 이러한 사상을 바탕으로 식물 자체를 연구하는 학문이다.[7] 영국 암연구소에 따르면, "현재 이러한 약초 요법이 암을 치료하거나 예방한다는 강한 근거는 없다. 다만 일부 논문들이 생존기간을 늘리거나 부작용을 줄이고, 재발확률을 줄인다는 결과를 보고한다. 특히 기존의 치료와 병행할 경우에 그렇다. 다만 논문이 중국어로 보고되었고 어떤 특정 약초인지, 연구설계가 누락된 경우가 있다"고 한다.[7]
- 온건강(holistic health) - 정신적•영적 양상을 포괄하는 의학적 접근을 칭하는 포괄적 단어로서, 갖가지 대체요법과 보조제를 이용한다. 미국 암협회는 "현재 가용한 과학적 증거는 이러한 보조•대체 요법을 기존의 주류 의학 및 시류에 맞지 않게 이용하는 경우, 이러한 치료가 암 또는 다른 질환에 효과적이라는 주장을 지지하지 않는다"고 밝혔다.[8]
- 동종요법 - 상당히 희석된 물질을 이용하는 의사과학이다. 이 치료의 몇몇 지지자들은 동종요법이 암을 치유할 수 있다고 주장하지만, 미국 암협회에 따르면 "이 치료가 인간 암을 치료한다는 신뢰할 수 있는 증거가 없다"고 밝혔다.[9]
- Native American healing - 토착 미국 원주민들이 시행한 샤머니즘적 의료 형태로써 이들은 암을 비롯한 인간 질병을 치유할 수 있다고 주장한다. 미국 암협회는 "이러한 것들이 전반적 삶의 질은 향상시킬 수 있어도, 현재 있는 과학적 근거는 Native American healing이 암이나 기타 질병을 치유할 수 있다는 것을 지지하지 않는다"고 밝혔다.[10]
- 자연 요법 - 몸에 에너지가 있다는 신념과 현대의학에 대한 기피를 바탕으로 한 대체 의료체계이다. 일부 사람들이 이 요법이 암 및 다른 질환을 치료한다고 조장했으나, 미국 암협회는 "과학적 근거는 자연요법치료가 암 또는 다른 질병을 치유한다는 주장을 지지하지 않는다"고 밝혔다.[11]

## 식이 기반
- 알칼리 식이 - 산(酸) 음식을 제한하는 식이로서, Edgar Cayce(1877-1945)는 이러한 식이가 몸의 pH에 영향을 끼쳐 심장병과 암 발생 가능성을 줄일 수 있다고 주장했다. 캐나다 암 협회에 따르면, "이러한 주장을 지지할 증거가 없다"고 한다.[12]
- Breuss diet - Rudolf Breuss가 고안한 야채 주스와 차를 기반으로 한 식이로, Breuss는 이 식이로 암을 치유할 수 있다고 주장했다. 의사들은 "다른 소위 '암 식이'와 마찬가지로, 이 식이가 효과적이라는 증거가 없고 약간 위험하다"고 말한다.[13]
- Budwig protocol (또는 Budwig diet) - 1950년대 Johanna Budwig(1908-2003)이 개발한 항암 식이이다. 이 식이에는 코타지 치즈에 풍부한 아마인유를 섞었으며, 과일, 야채, 식이섬유를 강조한다. 반면 설탕, 동물성 지방, 샐러드 오일, 고기, 버터, 특히 마가린을 피할 것을 권한다. 영국 암연구소는 "Budwig diet가 암환자의 치유를 돕는다는 신뢰할 수 있는 증거가 없다"고 말한다.[14]
- 단식 - 일정 기간 동안 먹거나 마시지 않는 것이다. 종양을 '굶기는' 식으로 암을 치료할 수 있다는 대체 의학을 논하는 사람들이 있는데, 미국 암협회에 따르면 "과학적 근거는 단식이 암을 예방하거나 치유하는 데 효과적이라는 것을 지지하지 않는다"고 밝혔다.[15]
- 할렐루야 식이 - 자신의 암을 치유했다고 주장하는 사람이 고안한 생으로 된 음식을 "성서적"인 방식으로 일부 제한하는 식이이다. Quackwatch의 Stephen Barrett은 "저지방 고식이섬유 식이가 몸에 좋을 수는 있어도, 할렐루야 식이는 불균형적이며 심각한 영양소 결핍을 초래할 수 있다"고 밝혔다.[16]
- Kousmine diet - Catherine Kousmine (1904–1992)이 고안한 과일, 채소, 통곡물, 콩, 비타민 보조제를 강조하는 일부 제한 식이이다. 이러한 식이가 암 치료에 효과적이라는 증거는 없다.[17]
- Macrobiotic diet - 통곡물 및 정제되지 않은 음식을 기반으로 한 일부 제한식이이다. 이것을 몇몇 사람들이 암을 예방 및 치료한다고 선전했는데,[18] 영국 암연구소는 "우리는 암환자들이 macrobiotic diet를 적용하는 것을 지지하지 않는다"고 밝혔다.[19]
- Moerman Therapy -Cornelis Moerman (1893-1988)이 고안한 고제한식이이며 그 효과는 일화적이다. 이것이 암치료로써의 가치가 있다는 증거는 없다.[20]
- 슈퍼푸드 - 건강에 도움이 되는 성질을 띤 특정 음식을 일컫는 마케팅 용어이다. 영국 암 연구소는 슈퍼푸드가 종종 암과 같은 질병을 예방하거나 치유한다는 것으로 판촉된 경우가 있다는 것을 지적하고 이를 경고했다. "소위 '슈퍼푸드'라는 것이 암 발병률을 떨어뜨린다는 말을 믿으면 안 된다. 그런 음식들은 일반적인 건강하고 잘 짜여진 식이를 대체하지 못한다."[21]

## 전자기 및 에너지 기반

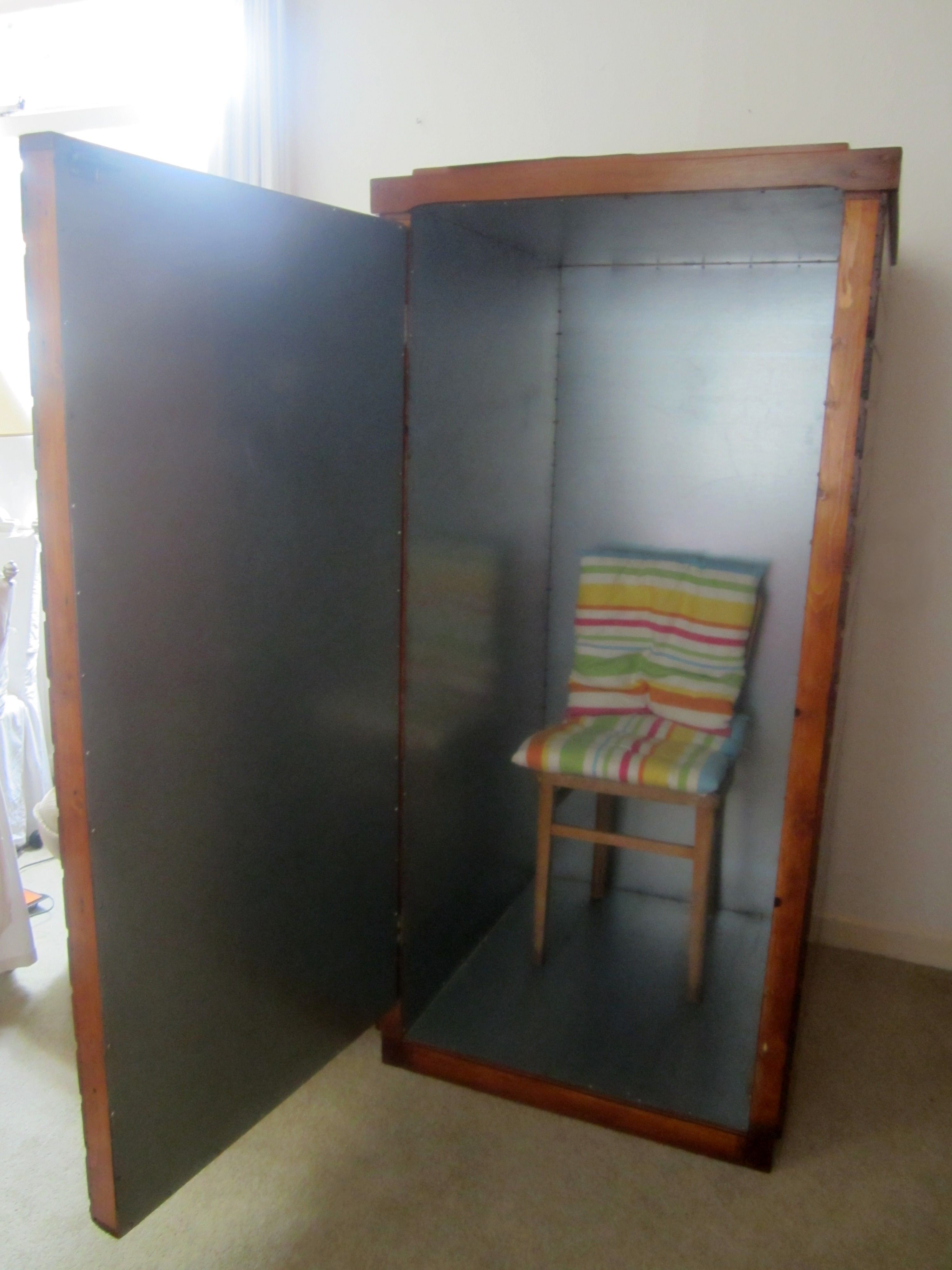
William Reich가 고안한 오르곤의 에너지를 경험할 수 있도록 한 장치.

- 생체공명요법 - 암세포가 특정 전자기적 진동을 한다는 믿음으로 환자에게 전기적 장치를 부착하여 진단하고 치료하는 것이다. 메모리얼 슬론-케터링 암센터는 이러한 주장이 어떤 과학적 증거로도 설명되지 않고, 미국 식품의약국이 이러한 장치를 판매한 사람을 기소했다는 것을 지적했다.[22]
- 전기동종요법 (또는 Mattei cancer cure) - Count Cesare Mattei(1809–1896)가 고안한 치료법으로서, 이 사람은 전기의 다른 "색깔"들을 암 치료에 이용할 수 있다고 주장했다. 19세기에 유행했으며, 이 요법은 인구에 "백치같은 언행"이라고 기록되었다.[23]
- 전기생리적 피드백 제로이드 - 암 및 다른 질병에 대한 숙주의 진단 및 치료가 가능하다고 광고된 전자기기이다. 그러나 Quackwatch에 따르면 "퀀텀 제로이드 기기는 과학계가 실제 없는 것이라고 판단하는 '생물에너지'의 균형을 잡는다고 주장한다. 이 기기는 근본적으로 피부의 저항성을 반영하는 것이고, (낮은 전류가 피부를 통과하는 것은 매우 쉬운 일이다) 이건 몸의 건강과 관련 없다"고 밝혔다.[24]
- 광선 요법 - 질병을 치료하는 데 빛을 이용하는 것이다. 미국 암협회에 따르면, 크로모테라피나 빛 상자를 쓰는 것과 같은 대체요법이 암 치료에 효과적이라고 밝혀진 바 없다고 말했다.[25]
- 자기 요법 - 몸에 자석을 붙여 질병을 치료해 보려 하는 것이다. 이게 암 및 다른 질병을 치료할 수 있다고 광고된 바 있지만, 미국 암협회는 "현재 과학적 근거는 이러한 주장을 뒷받침하지 않는다"고 밝혔다.[26]
- 오르곤 - William Reich (1897–1957)는 "오르곤 축적기"에 앉아 있는 것과 같은 방식으로 특정 생명력을 이용해 암을 비롯한 질병을 치료할 수 있다고 주장했다. 이 오르곤 축적기는 금속 및 유기 안감으로 처리된 붙박이장 같은 상자이다. Quackwatch는 과학자들이 Reich의 주장에 대해 "Reich의 데이터나 다른 것들에서 오르곤 같은 게 존재한다는 일말의 증거도 찾지 못했다"고 말한 것을 인용했다.[27]
- 극성 요법 - 사람의 전자기장에 음극 또는 양극이 사람의 건강에 영향을 끼친다는 에너지 의학의 종류 중 하나이다. 이 요법이 암을 비롯 수많은 인간 질병을 치료하는데 효과적이라고 광고된 바 있지만, 미국 암협회는 "현재 과학적 근거는 극성요법이 암이나 기타 질환에 효과적이라는 주장을 지지하지 않는다"고 밝혔다.[28]
- Rife 파동 생성기 - 전파를 수신해서 암을 치료할 수 있다고 알려진 전자기기이다. 영국 암 연구소는 "Rife의 기계를 지지하는 사람들이 말하는 기능에 대한 어떠한 증거도 없다"고 밝혔다.[29]
- 치료적 접촉 (또는 영어 약어를 살려 TT) - 이름과는 다르게 이 기술은 보통 접촉을 수반하지 않는다. 대신, 이 기술을 시행하는 사람이 돈을 환자 가까이에 두고 환자의 몸에 "에너지"를 넣어주려고 한다. 미국 암협회에 따르면, "현재 과학적 근거는 치료적 접촉이 암이나 기타 질환을 치유할 수 있다는 주장을 지지하지 않는다"고 밝혔다.[30]
- Zoetron therapy - 약한 자기장을 내는 거대한 전자기장치를 이용하는 요법으로써, 이 기계로 환자를 받았던 사람들은 이것이 암세포를 죽일 수 있다고 주장했다. 환자들은 15000달러를 멕시코 의원에 선불로 줬다. 2005년 이러한 허위주장을 한 기기제조 회사에 벌금이 부과되었다.[31] Quackwatch는 "어떤 세포를 약한 자기장에 노출시키면 그것을 죽일 수 있다는 것을 믿을 만한 과학적 증거나 이유가 없다"고 밝혔다.[32]

## 혼합
- Clark의 "Cure for All Cancers" - Hulda Regehr Clark(1928–2009)가 암으로 사망하기 전까지 암을 비롯한 많은 질병을 치료할 수 있다고 광고했었던 대체치료이다. 이 치료는 질환이 "기생충"에서 비롯된다는 신념을 바탕에 두고 있으며, 약초 처방, 킬레이션 요법을 이용하며 전자기기를 사용한다. Quackwatch는 이 사람의 이러한 개념을 "터무니없다"고 설명한다.[33]
- Contreras therapy - 멕시코 티후아나의 Oasis of Hope Hospital이 아미그달린 처방 및 대사요법을 비롯한 무의미한 치료를 많은 환자에게 시행했다. 메모리얼 슬론-케터링 암센터는 "효능에 대한 증거가 없는" 목록에 'Contreras Therapy'를 추가했다.[34]
- 거슨 요법 - 제한식이와 관장으로 이루어진 요법이다. 영국 암 연구소에 따르면, "현재 과학적 근거는 거슨 요법이 암을 치료할 수 있다는 주장을 뒷받침하지 않는다... (중략) 거슨 요법은 건강에 매우 해로울 수도 있다"고 밝혔다.[35]
- Gonzales protocol - Nicholas Gonzalez가 거슨 요법에 기반해 고안한 치료체제이다. 메모리얼 슬론-케터링 암센터에 따르면 이 치료는 "효과에 대한 증거가 없는" 대사 요법 중 하나이다.[36]
- 혹시 요법 - 외부 암이나 "내부" 암에 적용하는 하제, 관수, 비타민 보충제와 허브 반죽을 섞은 것이나 부식성 허브 반죽을 섞어 외부 암이나 "내부" 암에 적용하는 치료제이다. 메모리얼 슬론-케터링 암센터의 평론에는 혹시 요법이 암치료에 효과가 있다는 증거를 찾지 못했다고 쓰여 있다.[37]
- Issels treatment - 기존 치료와 병행해서 이용하기를 권장하는 치료안이다. 이 치료에서는 환자의 구강 속 모든 금속재를 제거하고, 제한식이에 따를 것을 요구한다. 영국 암연구소는 "Issels의 웹 사이트에 있는 주장들을 뒷받침할 만한 과학적 또는 의학적 근거가 없다"고 밝혔다.[38]
- Kelley treatment -William Donald Kelley(1925–2005)가 거슨 요법에 기반해 고안한 치료안으로서, 거기에 기도 및 안마 치료를 추가한 것이 특징이다. 스티브 맥퀸이 그가 사망하기 전 3개월 동안 이 치료를 받은 것으로 유명하다. 메모리얼 슬론-케터링 암센터에 따르면, 이 치료는 "효과에 대한 증거가 없는" 대사 요법 중 하나이다.[36]
- Livingston-Wheeler Therapy - 제한식이, 다양한 약제 및 요법과 관장이 포함된 치료안이다. 미국 암협회에 따르면, "현재 과학적 근거는 Livingston-Wheeler therapy가 암이나 다른 질환의 치료에 효과적이라는 주장을 지지하지 않는다"고 밝혔다.[39]
- Lorraine Day의 10단계 프로그램 - Lorraine Day가 고안한 제한식이 및 생활습관 변화를 기반으로 한 치료안이다. 생활습관 변화에는 일을 하지 않는 것과 TV 시청을 끊는 것 등이 있다. Stephen Barrett은 Quackwatch에 "내 생각에, 저 사람의 조언은 믿을 수 없고 특히 암 환자에게 위험해 보인다"고 썼다.[40]
- 대사 요법 - 거슨 요법같이 식이 및 관장을 기반으로 하는 "해독" 치료안에 대한 포괄적 용어로서, 이것을 어떤 사람들이 암 및 다른 질병을 치료할 수 있다고 광고했었다. 메모리얼 슬론-케터링 암센터는 "거슨, 켈리, 콘트레라스 요법에 대한 후향적 검토를 해 본 결과, 그것들이 효능이 있다는 증거가 없다"고 밝혔다.[36]

## 식물 및 균종 기반

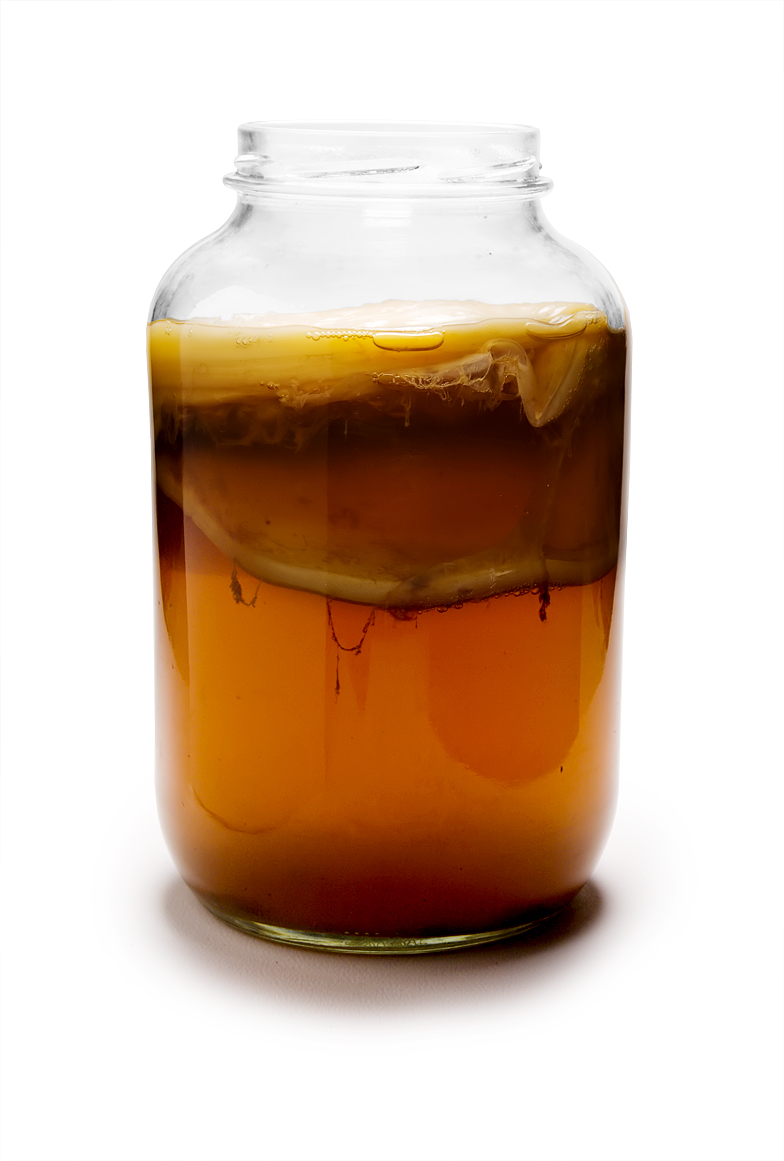
곰부차 - 어떤 사람들이 만병통치약이라고 광고한 발효차.

- 학명 Actaea racemosa (또는 블랙 코호시) - 누군가 건강에 좋다고 홍보한 화훼에서 추출한 식품 보조제이다. 영국 암연구소에 따르면, "현재 과학적 증거는 블랙 코호시가 암을 예방하거나 치료하는데 효과가 있다는 주장을 지지하지 않는다"고 밝혔다.[41]
- 알로에 - 아프리카 원산의 다육 식물 종 중 하나이다. 영국 암연구소에 따르면, 알로에를 농축해 놓은 것으로 만든 T-UP이라는 것이 암을 치료한다고 광고된 바 있는데, 이것이 잠재적으로 위험할 수 있다고 밝혔다. 영국 암연구소는 "현재 알로에 제품들이 암을 예방 또는 치료할 수 있다고 볼 수 있는 증거가 없다"고 밝혔다.[42]
- 아미그달린 (또는 래트릴, vitamin B17, Amigdalina B-17, mandelonitrile beta-D-gentiobioside,

mandelonitrile-beta-gucuronide) - 글리코시드로서 암을 치료할 수 있다고 광고된 바 있다. 그러나 이것은 효과가 없고 위험한 독성을 띠는 것으로 밝혀졌다. 래트릴의 이용으로 시안화물 독성과 사망이 일어난 사례가 몇몇 있다. A Cancer Journal for Clinicians이라는 저널은 그 광고를 "의학 역사상 가장 매끈하고 정교하게 만든 광고이고, 특히 돌팔이 광고 중 가장 돈이 되는 광고였다"고 묘사했다.
- Andrographis paniculata (천심련) - 아유르베다에서 쓰는 허브이다. 이것이 암을 예방하고 치료하는 식이보조제로써 판촉되었다. 이 약재가 "몇몇" 적응증에 유용하게 쓰일 수 있다는 증거가 있지만, 메모리얼 슬론-케터링 암센터는 이 허브가 암을 예방 또는 치료할 수 있다는 증거가 없다고 밝혔다.[46]
- 청산호 (또는 Aveloz, firestick plant, pencil tree, Euphorbia tirucalli) - 아프리카 및 남아메리카 원산의 다육 관목이다. 이 식물의 즙이 암 치료에 좋다고 판촉된 바 있으나, 미국 암협회의 어떤 논문은 "청산호 즙이 실제로는 면역계를 억제하고 종양 성장을 촉진할 수 있으며, 결국 특정 암을 유발할 수 있다"는 것을 나타낸다.[47]
- 바하 플라워 요법 - Edward Bach (1886–1936)가 고안한 몇몇 식물 재료들과 브랜디, 물을 섞어 만든 것이다. 영국 암연구소에 따르면, 이따금씩 꽃 요법이 면역계를 증진시킨다고 판촉되는 경우가 있지만, "꽃 요법이 암을 비롯한 어떠한 종류의 병도 통제·예방·치료할 수 있다는 과학적 증거가 없다"고 밝혔다.[48]
- 대마초 - 대마초가 암을 "치료"할 수 있다는 주장에 따라 대마초에서 추출된 물질이 띨 수 있는 잠재적 항암효과에 대한 수많은 연구와 분석이 이루어졌다. 영국 암연구소는 "큰 오해"라고 밝혔다.[49]
- Cansema (또는 black salve) - 특히 피부암에 효과가 있다고 판촉된 습포제 또는 반죽이다. 미국 암협회는 이것이 암 치료에 효과적이라는 증거도 없고, 화상 및 기형을 초래할 위험이 있다고 밝혔다.[50]식약처는 이것에 대해 사용주의 권고를 내렸다.[51]
- Carctol - 아유르베다 요법에서 쓰는 허브 식이보조제이다. 이것을 사람들이 영국에서 암 치료제로 마케팅한 바 있으나, 그 효능에 대한 증거는 없다.[52]
- 카사바 - 남아메리카 원산의 가지가 많은 관목이며, 이 뿌리는 탄수화물이 풍부한 음식이다. 이 뿌리가 암치료에 좋다는 광고가 있었다. 그러나 미국 암협회에 따르면, "카사바 또는 타피오카가 암을 예방하거나 치료한다는 것에 대한 설득력 있는 출처가 없다"고 밝혔다.[53]
- 아주까리기름 - 아주까리씨에서 나오는 기름이다. 이 기름을 피부에 바르면 암을 치료하는데 도움이 된다는 주장이 있었다. 그러나 미국 암협회에 따르면 "현재 과학적 증거는 아주까리기름을 피부에 바르는 것이 피부암을 비롯한 다른 질병을 치료하는데 도움이 된다는 주장을 지지하지 않는다"고 밝혔다.[54]
- 남가새과 상록관목 (학명 Larrea tridentata) - 암치료에 좋다고 판매된 식물이다. 영국 암연구소는 "우리는 어떤 종류의 암이든지 이것을 치료하거나 예방하겠다고 섭취하는 것을 추천하지 않는다"고 밝혔다.[55]
- 클로렐라 - 암 치료를 비롯 건강에 좋다고 판촉된 조류이다. 그러나 미국 암협회에 따르면, "현재 과학적 증거는 이것이 암 또는 다른 질병을 예방 또는 치료하는데 효과가 있다는 것을 지지하지 않는다"고 밝혔다.[56]

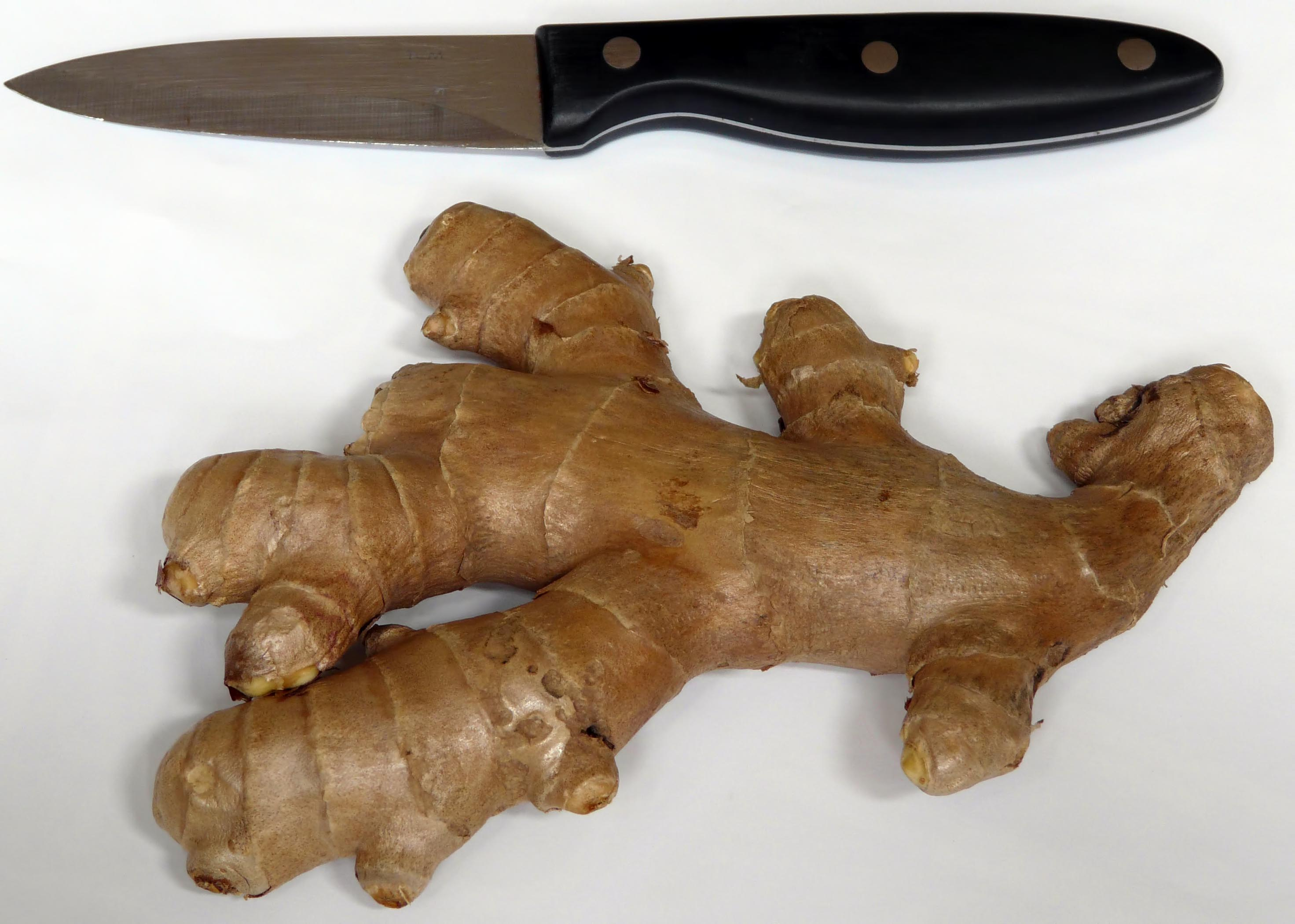
생강 - 종양 성장을 억제한다고 판촉된 바 있지만, 과학적 증거가 이를 지지하지 않는다.

- 에키나시아 - 데이지과에 속하는 초본 식물군 화훼 중 하나이다. 이것은 암에 대항하는데 도움이 된다고 판촉된 허브 보조제 중 하나인데, 영국 암 연구소에 따르면 "에키나시아가 어떤 식으로든 암을 치료, 예방한다는 과학적 증거가 없다"고 밝혔다.[57] 또한 영국 의약품건강관리제품규제청(이하 MHRA)은 감기증상의 보조요법제로 사용되는 “에키나시아(Echinacea) 성분함유 경구제제”에 대해 중증 알레르기 유발 가능성이 있으므로 12세 미만 소아에게 사용을 금지하도록 제품라벨 변경을 권고했다.[58]
- 에시악 - 20세기 초에 고안된 혼합 허브차이며 암을 치료한다고 판촉된 바 있다. 미국 식품의약국은 에시악을 "소비자들이 피해야 하는 가짜 암 '치료제'"목록에 선정했다.[59]
- 생강 - 많은 요리의 향신료로 쓰인다. 생강이 암 성장을 억제할 수도 있다고 판촉되었지만 미국 암협회에 따르면, "현재 과학적 증거는 이를 뒷받침하지 않는다".[60]
- 인삼 - 다년생 식물종 중 하나이다. 특히 뿌리가 항암효과를 비롯해 치료에 도움이 된다고 판촉되었지만, 미국 암협회에 따르면 "현재 과학적 증거는 인삼이 암을 예방 또는 치료하는데 효과가 있다는 주장을 지지하지 않는다"고 밝혔다.[61]
- 당영양소 (글리코영양소) - 식물에서 추출한 설탕의 아종으로써 Mannatech사가 앰브로토스라는 상품명으로 가장 많이 홍보했다. 메모리얼 슬론-케터링 암센터에 따르면, 이러한 제품은 세포 건강 및 면역계를 증강시키는 것으로 "암환자에게 과대광고"되었으며, "이러한 주장이 빈약하다는 것을 지지할 강력한 증거가 있다"고 밝혔다.[62] 특허청 관계자는 이 제품에 대해 "매나테크사에서 특허 신청한 글리코 영양소인 앰브로토스 제품은 일반적인 식이보조제에 불과하다”고 말했다.[63]
- 히드라스티스 - 암을 포함한 다양한 질병에 효과가 있다고 판촉된 미나리아재비과 허브이다. 미국 암협회에 따르면, "현재 과학적 증거는 히드라스티스가 암이나 기타질환에 효과적이라는 주장을 지지하지 않는다. 히드라스티스는 독성 부작용도 있고, 고농도로 섭취하면 사망에 이를 수 있다"고 밝혔다.[64]

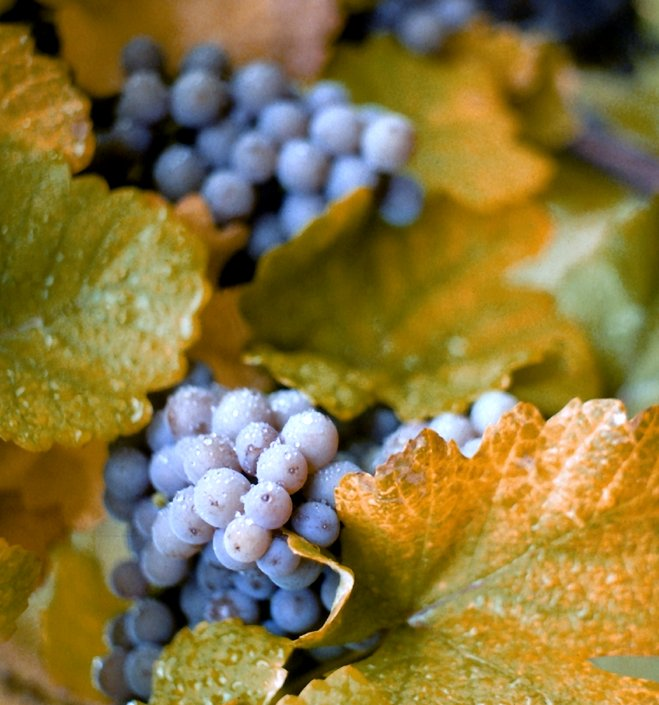
포도를 먹으면 암을 예방하거나 치료하는 데 도움이 된다는 근거는 매우 희박하다.

- 고투 콜라(Gotu kola) - 아시아 및 아프리카 원산의 늪지 식물이다. 이것으로 만든 보조제가 암 치료제로써 판촉되었으나, 미국 암협회에 따르면 "현재 과학적 증거는 암이나 기타 질환을 치료하는 데 효과가 있다는 주장을 지지하지 않는다"고 밝혔다.[65]
- 포도 - 인기 있는 과일이다. "포도 다이어트"를 지지했던 Johanna Brandt (1876–1964)가 항암효과가 있다고 주장했고, 이후에는 포도씨즙이 더욱 그렇다고 했다. 미국 암협회에 따르면, "레드 와인을 마시는 것이나, 포도를 먹는 것 또는 포도식이에 따르는 것이 암을 예방하거나 치료할 수 있다는 신뢰할 수 있는 과학적 증거가 매우 빈약하다"고 밝혔다.[66]
- 차가버섯 - 차가버섯은 16세기부터 러시아와 시베리아에서 사람들이 민간요법으로 써 왔다.[67] 메모리얼 슬론-케터링 암센터에 따르면, "차가버섯의 안전성 검증 및 암·심혈관질환·당뇨병에 대한 효능 검증을 위한 임상시험이 시행되지 않았다"고 밝혔다. 이 암센터는 버섯 추출물이 다른 약제와 상호작용할 수 있음을 경고했다.[68]
- Juice Plus - 농축 과즙과 야채즙을 포함한 식이보조제 브랜드이다. 2009년 10월, 메모리얼 슬론-케터링 암센터의 통합 의학 회장인 Barrie R. Cassileth 의사는 Juice Plus에 대해 "암환자에게 항산화 효과에 대한 과장광고를 했다"고 했다. 이 사람은 환자들은 보조제를 섭취하면 안 되는데, 왜냐하면 환자들이 화학요법을 받고 있기 때문이며, 과일 및 야채 섭취도 상담을 받아야 한다고 말했다.[69]
- 주스 요법 - 생과일 및 야채로 만든 주스를 마시는 요법이다. 이 요법을 시행하면 노화 방지나 암을 치유하는 등의 다양한 이득이 있다고 주장하는 사람들이 있었는데, 미국 암협회는 "즙을 안 내서 먹는 것보다 즙을 내어 먹는 게 더 건강에 좋다고 믿을 만한 신뢰할 수 있는 과학적 증거가 없다"고 밝혔다.[70]
- 곰부차 - 만병통치약이라고 판촉된 발효차이다. 미국 암협회에 따르면 "현재 과학적 증거는 곰부차가 건강을 증진하며 어떤 질병이든 예방한다는 주장을 지지하지 않고.. (중략) 암이나 다른 질병에도 작용하지 않는다. 곰부차를 마시는 것과 심각한 부작용이 나타나는 것, 때때로의 사망이 곰부차를 마시는 것과 연관되어 있다"고 밝혔다.[71]
- 망고스틴 - XanGo Juice같은 상품명으로 슈퍼프루트의 딱지를 붙여 판촉한 동남아시아 원산의 과일이며 다양한 질병을 치료할 수 있다고 판촉되었다. 미국 암협회에 따르면, "망고스틴 주스·퓨레·껍질이 암 치료에 효과적이라고 믿을 만한 신뢰할 수 있는 출처가 없다"고 밝혔다.[72]
- 겨우살이 (또는 Iscador) - 인지 의학에 쓰는 약물로써, Rudolf Steiner (1861–1925)가 암 치료에 사용할 것을 제안했다. 그는 겨우살이를 우주의 행성간에 일직선으로 놓여서 그 영향력이 가장 커질 때 채취해야 한다는 것을 믿었다. 미국 암협회에 따르면, "잘 고안된 임상시험 결과는 겨우살이가 생명 연장이나 삶의 질을 증진시키는데 도움이 된다는 주장을 지지하지 않는다"고 밝혔다.[73]

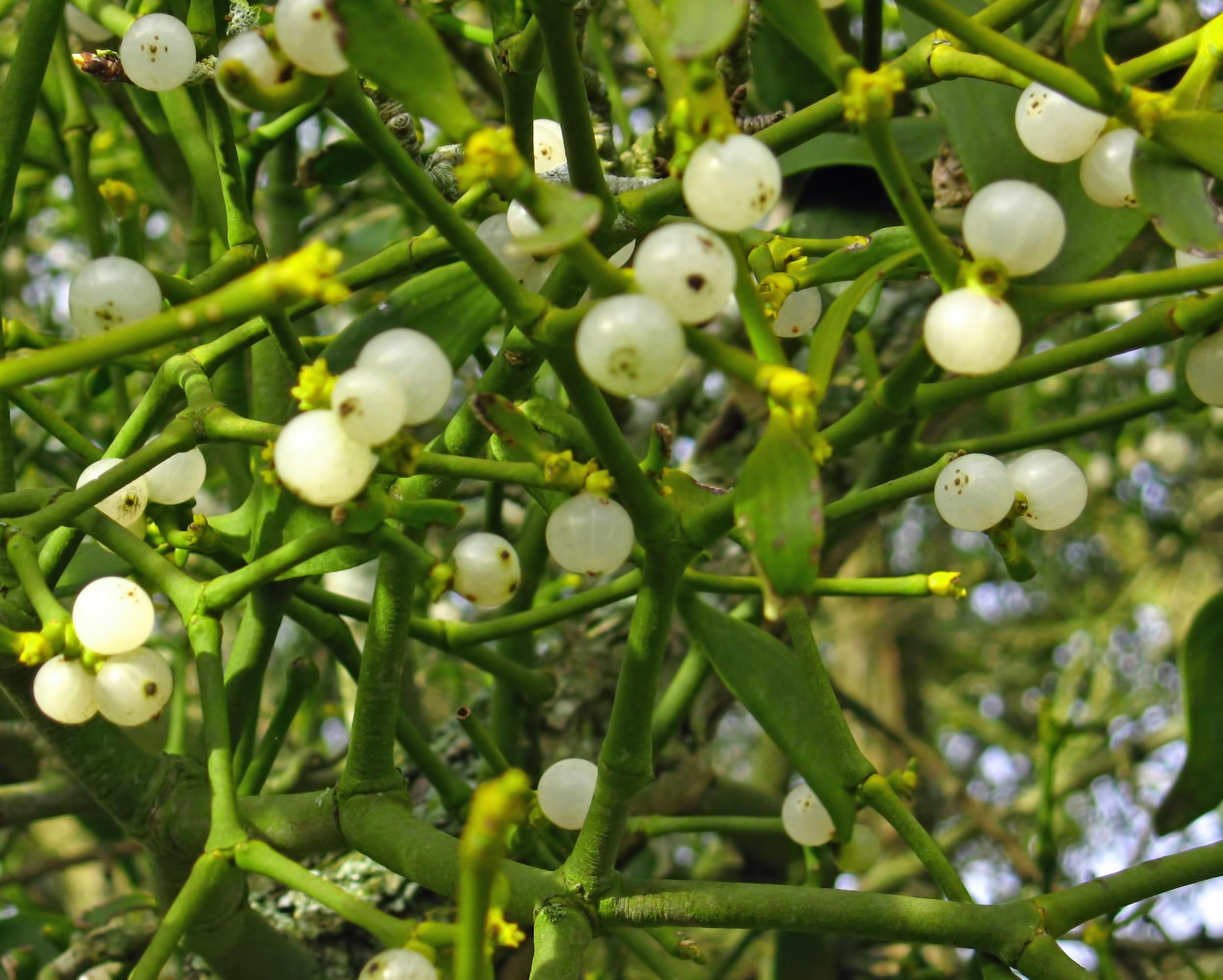
겨우살이 - 행성간의 위치가 일치할 때 채취하면 암 치료효과를 볼 수 있다는 것을 주장하는 인지 의학이다.

- 뜸 - 침술이나 지압과 같이 이용하는 술기이며, 말린 쑥을 환자한테 뜨는 것이다. 미국 암협회는 "현재 과학적 증거는 뜸이 암이나 기타 질병을 예방 또는 치료하는 데 효과적이라는 주장을 지지하지 않는다"고 밝혔다.[74]
- 버섯 - 인터넷 상에서 암 치료에 좋다고 판촉된 바 있는데, 영국 암연구소에 따르면 "현재 종류에 관계 없이 버섯이나 버섯추출물이 암을 예방 또는 치료한다는 과학적 근거가 없다"고 밝혔다.[75]
- 협죽도 - 많이 키우는 원예 작물 중에서 가장 독성이 있는 작물 중 하나이며, 협죽도 추출물이 암 및 다른 질병에 좋다고 판촉된 적이 있었다. 미국 암협회에 따르면, "적은 양의 협죽도를 섭취하는 것으로도 사망을 일으킬 수 있고, 협죽도의 효능은 증명되지 않았다"고 밝혔다.[76]
- 노니 주스 (Noni juice) - 동남아시아, 오스트랄라시아, 카리브해 자생의 노니라는 나무로 만든 과일 주스이다. 노니 주스가 암 치료 용도로 판촉된 적 있었으나, 미국 암협회는 "현재 노니 주스가 암 또는 다른 질병의 예방 또는 치료에 효과적이라는 신뢰할 수 있는 임상적 증거가 없다"고 밝혔다.[77]
- 포다르코 (Pau d'arco) - 가끔씩은 라파초 차와 같이 섞기도 하는 남아메리카 열대우림의 나무 껍질이다. 이것이 암을 비롯한 많은 질병의 치료제로 판촉된 적 있으나, 미국 암협회에 따르면 "잘 고안된 통제 실험은 이 물질이 암 치료에 효과적이라는 주장을 지지하지 않는다"고 밝혔다.[78]
- 사근목 (Rauvolfia serpentina) - 허브 요법 중 하나이다. 미국 암협회에 따르면 "현재 과학적 출처는 사근목이 암 치료에 효과적이라는 주장을 지지하지 않고.. (중략) 암 발병률을 높일 수 있으며 많은 위험한 부작용도 초래할 수 있다"고 밝혔다.[79]
- 붉은 토끼풀 - 토끼풀의 종류 중 하나로, 암을 포함한 다양한 질병을 치료할 수 있다고 판촉되었다. 미국 암협회에 따르면, "현재 임상적 증거는 붉은 토끼풀이 암, 갱년기 증상 또는 다른 질병을 예방 또는 치료하는데 효과적이라는 것을 나타내지 않는다"고 밝혔다.[80]
- 톱야자 (또는 쏘 팔메토) - 미국 남동부에서 관찰할 수 있는 야자나무이다. 쏘팔메토 추출물이 전립선암에 쓰일 수 있다고 홍보된 바 있으나, 미국 암협회에 따르면 "현재 과학적 연구는 쏘 팔메토가 전립선암을 예방하거나 치료할 수 있다는 주장을 지지하지 않는다"고 밝혔다.[81]
- Seasilver - 주 성분이 식물 추출물인 두 미국 회사에서 판촉한 비싼 식이 보조제이다. 이 회사들은 효능에 대한 심각한 과장광고를 했기 때문에 미 정부는 사업주를 기소하고 벌금을 부과했다.[82] 메모리얼 슬론-케터링 암 센터에 따르면, "이 비싼 제품의 효능을 증명한 연구는 없었다"고 밝혔다.[83]

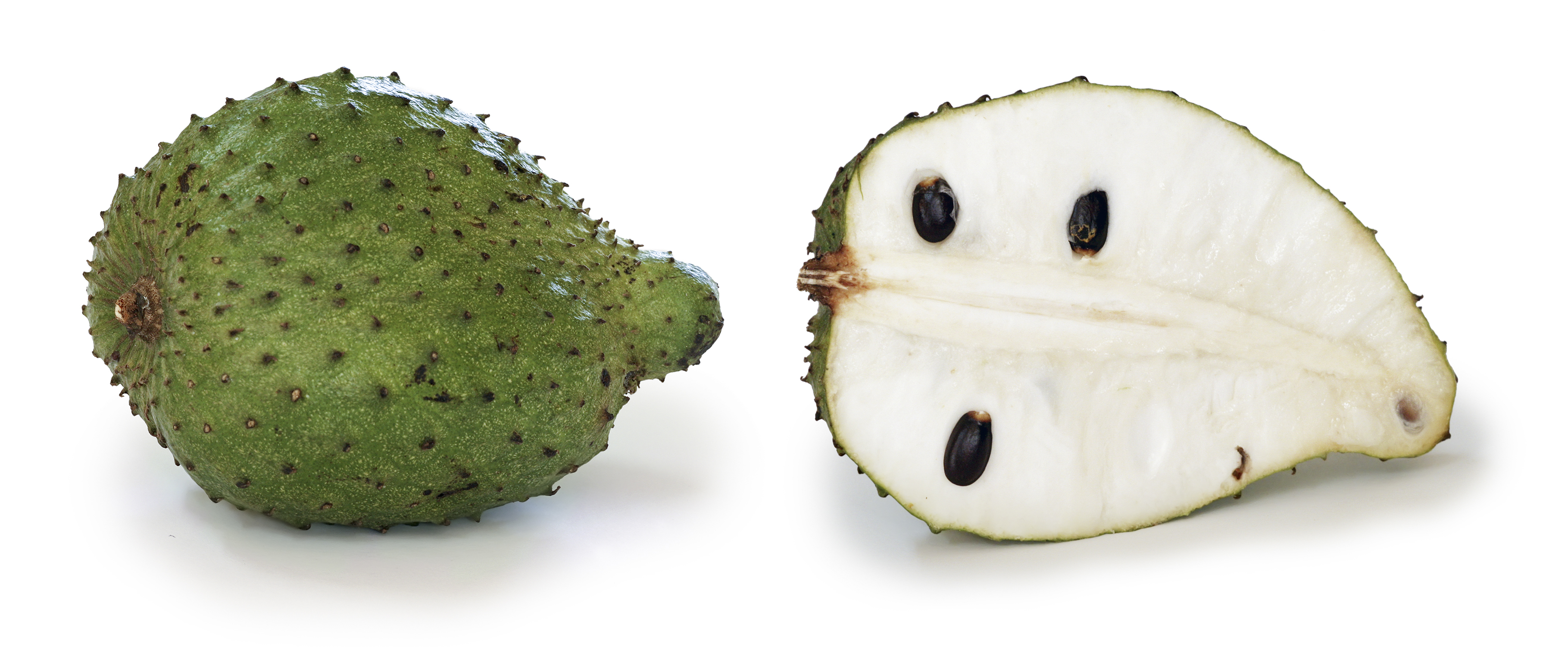
그라비올라 - 주로 인터넷에서 판촉된 무의미한 치료 요법.

- 그라비올라 - 인터넷에서 암 치료로 광범위하게 판촉되었다. 미국 연방거래위원회에 따르면 그라비올라 추출물을 포함한 제품들에 대해 "종류에 관계 없이, 암을 예방 또는 치료"할 수 있다고 믿을 만한 "과학적인 증거가 없다"고 밝혔다.[84]
- Ukrain - 양귀비속의 애기똥풀을 주 원료로 하는 상품명이다. 이 제제가 건강을 증진 시키고 암을 치료할 수 있다고 판촉되었으나, 미국 암협회에 따르면 "현재 과학적 증거는 애기똥풀이 암을 치료하는 데 효과적이라는 주장을 지지하지 않는다"고 밝혔다.[85] 이글의 작성자가 얼마나 겉할기식인지 Ukrain대목에서 알 수 있다 1996년부터 1999년말까지의 대규모임상에 따르면 췌장암 환자를 대상으로 잼시타빈단독과 Ukrian의 임상이 있었다 2년생존율기준을보면 잼시타빈단독은 생존율0% ukrain+비타민C는 44% 생존율을 가진다.https://www.ncbi.nlm.nih.gov/pubmed/11345025
- 고양이풀 - 미 중·남부에서 관찰할 수 있는 열대 우림의 울창한 덩쿨식물이다. 이것이 암이나 다른 질환의 치료제로 판촉되었다. 미국 암협회에 따르면 "현재 과학적 증거는 고양이 풀이 암이나 다른 질환을 예방 또는 치료하는 데 효과적이라는 주장을 지지하지 않는다. 고양이풀은 그 효과의 정도가 밝혀지지 않았지만, 매우 심각한 부작용과 연관되어 있다"고 밝혔다.[86]

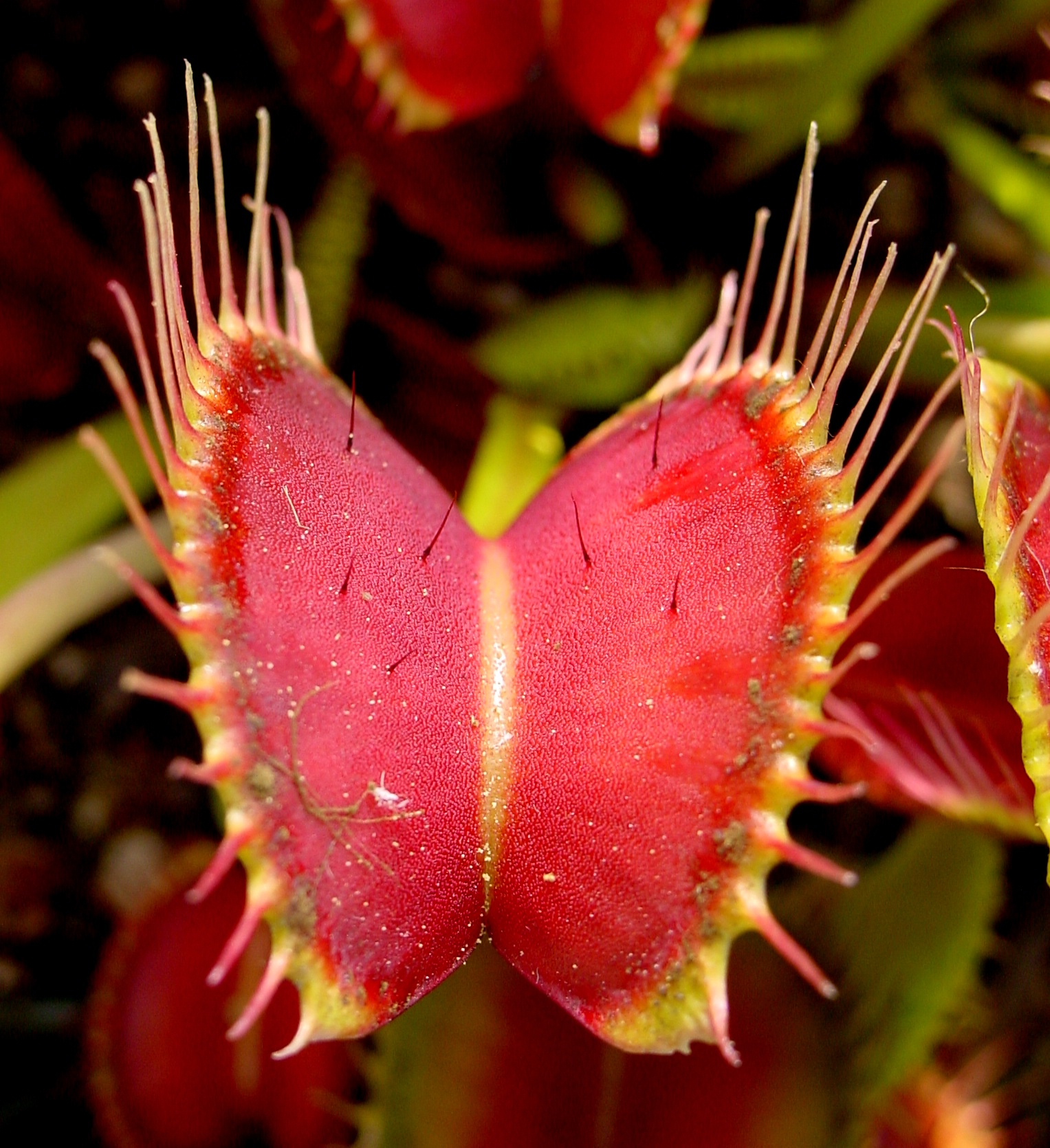
파리지옥의 추출물이 피부암 치료제로 판촉되었다.

- 파리지옥 - 식충식물이며, 이것의 추출물이 피부암을 비롯한 다양한 질환의 치료제로 판촉되었다. 미국 암협회에 따르면, "현재 과학적 증거는 파리지옥이 피부암 또는 다른 유형의 암을 치료하는데 효과적이라는 주장을 지지하지 않는다"고 밝혔다.[87]
- 호두 - 흑호두가 암을 유발하는 "기생충"을 죽여 암을 치료할 수 있다고 판촉된 바 있었다. 미국 암협회에 따르면, "현재 과학적 근거는 흑호두 껍질이 장에 있는 기생충을 제거한다거나 흑호두가 암 또는 다른 질병을 치료하는 데 효과적이라는 주장을 지지하지 않는다"고 밝혔다.[88]
- 개밀 - 밀로 만든 식품이다. '개밀이 암에 좋다'고 지지하는 사람들이 암 종양을 "오그라들게" 한다고 주장하지만, 미국 암협회는 "현재 과학적 출처는 개밀이나 개밀 식이가 질병을 예방 또는 치료할 수 있다는 주장을 지지하지 않는다"고 밝혔다.[89]
- 야생마 (또는 단마) - 얌 종류 중 하나로, 뿌리를 크림으로 만들거나, 암 예방을 비롯한 다양한 의학적 용도를 목적으로 식이 보조제로 팔리기도 한다. 미국 암 협회는 이러한 제품들에 대해 "현재 과학적 증거는 그것들이 안전하거나 효과적이라는 주장을 지지하지 않는다"고 밝혔다.[90]

## 물리치료

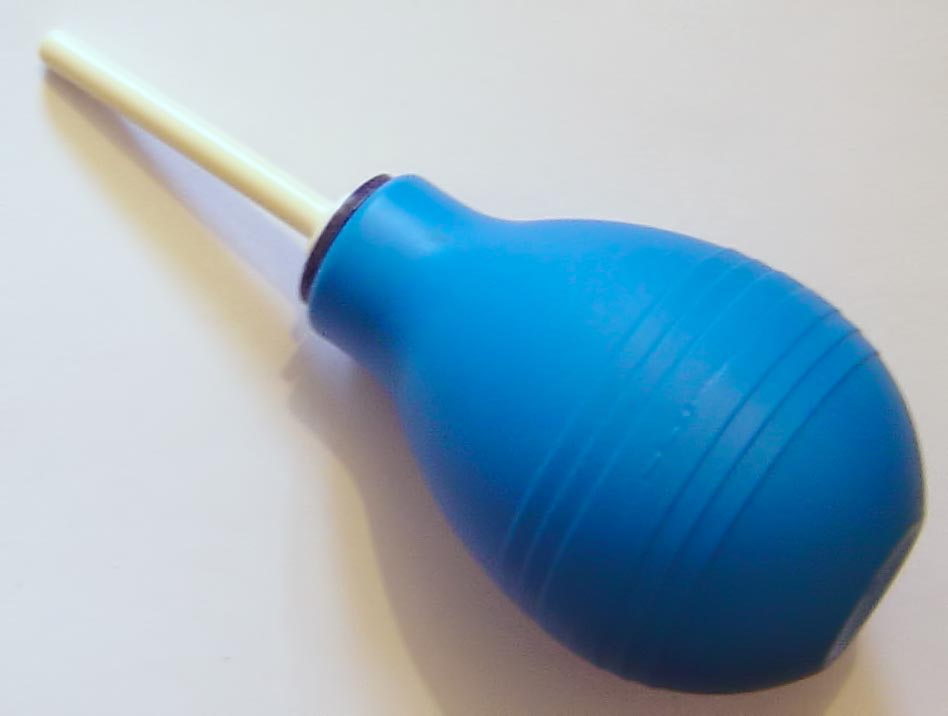
공 모양 직장 주사기. 거슨 요법이나 결장 요법 같이 관장을 특징으로 하는 쓸모없는 암 치료가 많다.

- 응용 근신경학 - 환자의 근육에서 나오는 의미 있는 징후를 감지하기 위해 환자를 만지고 관찰하여 질병을 진단하고 치료하는 방법이다. 이 방법을 이용하면 암이 "자발적으로 회복"되는 것을 관찰할 수 있다는 주장이 지속적으로 제기되었으나, 미국 암협회에 따르면 "현재 과학적 출처는 응용 근신경학이 암 또는 다른 질병을 진단 또는 치료할 수 있다는 주장을 지지하지 않는다"고 밝혔다.[91]
- 카이로프랙틱 - 많은 질병을 치료하기 위해 척추를 지압하는 방법이다. 미국 암협회에 따르면, "현재 과학적 증거는 카이로프랙틱 치료가 암이나 삶을 위협하는 다른 질병을 치료한다는 주장을 지지하지 않는다"고 밝혔다.[92] 현재 어떤 카이로프랙터도 카이로프랙틱으로 암을 치료할 수 있다고 주장하지 않으며, 심지어 국가고시에서도 암을 발견하고 어떤 전문의에게 보내야 하는지 교육하고 있다.
- 두개천골요법 (Craniosacral therapy) - John Upledger가 1970년대에 고안한 치료법이다. 두개천골요법을 시행하는 사람들은 환자의 두개골을 정밀하게 맞추는 것으로 환자의 건강에 중대한 영향을 줄 수 있으리라는 신념으로 환자의 두피를 마사지한다. 그러나 미국 암학회에 따르면, "현재 과학적 증거는 두개천골요법이 암이나 기타 질환을 치료하는 데 도움이 된다는 주장을 지지하지 않는다"고 밝혔다.[93]
- 관장 - 신체에 있는 독소를 "해독"한다는 명목으로 하제를 이용해 관장을 시행하는 경우가 있다. 특히 커피관장이 암치료 요법으로 가장 많이 판촉되었다. 미국 암협회에 따르면, "현재 과학적 증거는 결장 요법이 암이나 기타 질환을 치료하는 데 효과적이라는 주장을 지지하지 않는다"고 밝혔다.[94]
- 부항 - 몸에 있는 피 일부를 흡인하는 요법이다. 이 요법이 대체 암 치료 요법으로 흔히 쓰이고 있지만, 미국 암학회는 "현재 과학적 증거는 부항이 건강상의 이득을 준다는 주장을 지지하지 않는다"고 밝혔다.[95]
- 영기 - 시행하는 사람이 환자에게 "에너지"를 주기 위해 환자를 쳐다보고, 치고 누르고 만지는 요법이다. 이 요법이 "환자를 편안하게 해서 전반적인 삶의 질을 향상시킨다는 몇몇 증거가 있지만, 영국 암연구소는 "영기가 암이나 기타 질병을 예방 또는 치료할 수 있다고 증명할 과학적 증거가 없다"고 밝혔다.[96]
- 시아추 - 손이나 손바닥을 압박하거나 스트레칭시키는 등의 마사지 기술을 이용하는 것 등을 다루는 대체의학 중 하나이다. 영국 암연구소에 따르면, "시아추가 암을 비롯한 여타 질병을 예방 또는 치료한다는 것을 증명할 과학적 근거가 없다"고 밝혔다.[97]

## 영적 및 정신 요법

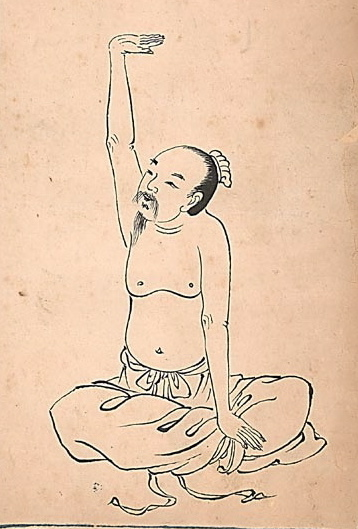
기공은 명상 종류 중 하나로서 부드러운 동작이 포함되어 있다.

- 암 상상요법 - 암을 치료할 수 있다고 상상하게 한다. 미국 암협회에 따르면, "현재 과학적 증거는 이러한 상상이 암의 발병이나 이행에 영향을 줄 수 있다는 것을 지지하지 않는다"고 밝혔다.[98]
- 믿음 치유 - 종교적 의식에 참여하거나 기도 같은 영적 수단을 이용해 질병을 치료하려 하는 것을 의미한다. 미국 암협회에 따르면, "현재 과학적 증거는 믿음 치유가 실제로 육체적 질병을 치료할 수 있다는 주장을 지지하지 않는다"고 밝혔다.[99]
- 최면 - 매우 편안하지만 정신 상태는 기민한 상태를 유도하는 것이다. 이것을 시행하는 사람들은 최면을 하는 것이 면역계를 증강할 수도 있다고 주장했으나, 미국 암협회에 따르면 "현재 과학적 증거는 최면이 암의 발생이나 진행에 영향을 줄 수 있다는 사상을 지지하지 않는다"고 밝혔다.[100]
- 명상 - 자신의 정신 상태를 통달하는 것을 추구하는 방법이다. 미국 암협회는 명상이 "암환자들의 삶의 질을 높여 줄 수는 있지만" "현재 과학적 증거는 명상이 암 또는 다른 질병을 치료하는 데 효과적이라는 주장을 뒷받침하지 않는다"고 밝혔다.[101]
- 심령 수술 - 이것을 시행하는 사람이 종양 조직을 제거하는 것처럼 가장하는 마술을 이용한 사기이다. 종양 조직을 제거하는 척하는 저 물질은 보통 정육점에서 산 창자 따위의 것들이다.[출처 필요]
- 항암 정신 요법 - "암을 유발하는 성격"이 암을 유발한다고 주장하며 따라서 이것을 심리치료로 치료할 수 있다고 보는 수법이다.[102]
- 기공 - 내적인 생명력의 균형을 잡기 위해 부드러운 동작을 하면서 사색을 하는 상태를 유지하는 것이다. 기공을 연구한 체계적 문헌 연구는 "기공의 암 치료에 대한 효능은 엄격한 임상 시험의 증거로 보아 아직 뒷받침되지 않는다"고 결론을 내렸다.[103]

## 화학적 합성물 및 기타 물질

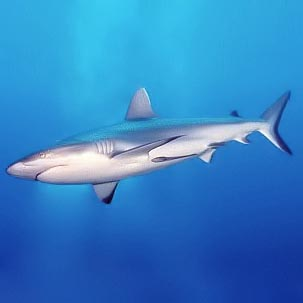
몇몇 사람들은 상어는 암에 걸리지 않는다는 잘못된 믿음을 갖고 있어서 상어 연골이 암 치료제로 쓰일 수 있지 않을까 생각하기도 한다.

- 714-X - 의학적 명칭으로 "트리메틸 바이시클로 이트라민오헵탄 클로라이드"라고도 불리는 이 물질[104]을 어떤 사람들이 암을 비롯한 많은 질병을 치료할 수 있다고 판촉한 바 있다. 그러나 저 714-X가 항암 효과가 있다는 과학적 증거는 없다.[105]
- 항신생물 요법 - 미국 텍사스 Burzynski clinic이 판촉한 화학 요법 중 하나이다. 미국 암협회는 항신생물이 암에 유익한 효과를 준다는 증거가 없다는 것을 파악했으며, 사람들이 항신생물 요법에 돈을 쓰지 말 것을 권장했다.[106]
- 꿀벌 요법 - 꿀이나 벌침 같은 꿀벌이 생산하는 물질을 치료 요법으로 쓰고자 하는 것이다. 이 요법이 항암 효과가 있다고 판촉된 바 있으나 미국 암협회에 따르면, "벌침이나 기타 다른 꿀벌로부터 비롯된 제품이 암을 예방하거나 치료하는 데 효과적이라는 것을 검증할 임상시험이 시행된 바 없다"고 밝혔다.[107]
- 칸셀 (또는 프로토셀, Crocinic Acid, Entelev) - 암을 비롯한 다양한 치료제로 판촉된 물질이며 미국 암협회 및 메모리얼 슬론-케터링 암 센터는 이것이 질병을 치료하는 데 효과적이라는 증거가 없고, 제조사가 주장하는 작용 기전이 현대 과학과 불일치하기 때문에 이 물질을 사용하지 말 것을 권고했다.[108][109]
- 세포 치료 (또는 cellular therapy, fresh cell therapy, live cell therapy,

glandular therapy, xenotransplant therapy) - 암을 예방 또는 치료하기 위해 동물 또는 배아·태아의 조직을 추출해 환자에게 주입하는 것이다. 동종 이식이 몇몇 경우 의료적으로 사용되는 경우가 있는데, 이종 이식의 경우 미국 암학회에 따르면 이것의 효과성에 대한 어떠한 증거도 없으며, "실제로는 치명적일 수 있다"고 밝혔다.
- 염화세슘 - 가끔씩 고 pH 요법으로도 불리는 염화세슘은 암 세포를 표적으로 해서 암 치료에 효과가 있다고 판촉되는 해로운 염이다. 메모리얼 슬론-케터링 암센터는 이러한 주장을 지지할 근거가 없으며, 다만 심각한 부작용이 보고되었다고 밝혔다.[111]
- 착염 요법 (Chelation Therapy) - 착염 약제를 이용해 몸에 있는 금속을 제거하는 것이다. 이 요법은 중금속 중독을 제거하는 것으로 승인받은 요법이기는 한데, 이것에 암에는 효과가 없다. 미국 암협회는 "현재 과학적 증거는 이 요법이 암 같은 다른 질환에 효과적이라는 것을 지지할 근거가 없다. 이 요법은 독성이 있으며 신장 손상, 부정맥 및 죽음을 초래할 수 있다"고 밝혔다.[112]
- 사이토카인 요법 (또는 Klehr's autologous tumor therapy) - 이 요법을 시행하는 사람들은 이것이 환자의 혈액에 있는 사이토카인을 배양하는 면역요법이라 주장한다.[113][114] German Cancer Aid에 따르면, 이 요법의 작용기전은 불분명하며 이 요법의 효능도 증명되지 않았다.[115]
- 콜로이드 실버 (은물) - 은 입자가 떠 있는 물로서, 암 및 다른 질병의 치료제로 판촉되었다. Quackwatch는 이 식이 보조제가 음용하기에 안전하다거나 특정 질병의 치료제로서 효과적이라는 것이 확인되지 않았다고 밝혔다.[116]
- 디 벨라 요법 - Luigi di Bella (1912–2003)가 고안한 비타민, 약, 호르몬을 섞은 칵테일이며 암 치료제로 판촉했다. 미국 암협회에 따르면 "현재 과학적 증거는 Di Bella 요법이 암 치료에 효과적이라는 것을 지지하지 않는다. 이 요법은 심각한 부작용이 있다. (중략) 구역질, 구토, 설사, 혈당 증가, 저혈압, 졸음, 신경증상을 나타낼 수 있다"고 밝혔다.[117]
- Dimethyl sulfoxide (또는 DMSO) - Dimethyl Sulfoxide(DMSO)는 종이 제조과정에서 부산물로 생기는 산업 용매로, 1960년대 이후 암 치료 대체 요법으로 판촉되었다.[118] 미국 암협회에 따르면, "현재 과학적 증거는 이 물질이 암 치료에 효과적이라는 것을 나타내지 않는다"고 밝혔다.[119]
- 황산 히드라진 - 가끔씩 "로켓 연료 요법"이라고도 불리는 화학적 합성물로서, 이것이 암 치료에 효능이 있다고 지지하는 사람들이 있다. 영국 암연구소에 따르면, 황산 히드라진이 암으로 인한 체중 증가를 겪는 환자에게 효과가 있다는 증거가 있을 지언정, "암을 치료하는데 도움이 된다는 증거가 없다"고 밝혔다.[120]

인슐린을 충분한 고려 없이 투여한다는 것은 검증되지 않았으며 위험하다.

- 인슐린 증강요법 (저용량 항암화학요법)[118] - 이 요법을 시행하는 사람은 인슐린이 암 치료의 효과를 향상시켜 줄 것이라는 믿음을 갖고 기존의 암 치료를 받으면서 인슐린을 맞는다. Quackwatch는 "이 요법이 검증되지 않았고, 위험하며 이것이 효능이 았다고 믿을만한 증거 없이 몇몇 소수집단이 홍보하는 수많은 요법 중 하나이다"라고 평했다.[121]
- 크레비오젠 (또는 Carcalon, creatine, substance X, or drug X, lipopolysaccharide C) - 석유에서 추출한 액체이다. 미국 암협회에 따르면 "현재 과학적 증거는 크레비오젠이 암이나 다른 질환을 치료하는데 효과적이라는 주장을 지지하지 않는다. FDA에 따르면, 크레아틴은 매우 심각한 부작용과 연관되어 있다"고 밝혔다.

- 리포산 - 항산화제로서 이를 지지하는 사람들은 이 물질이 암의 진전을 늦춘다고 주장한다. 미국 암협회는 "이 시점에서 리포산이 암의 진전 또는 확산을 막을 수 있다는 과학적 근거는 없다"고 밝혔다.[123]
- Miracle Mineral Supplement (또는 MMS) - 증류수에 28% 아염소산나트륨을 섞은 독성이 있는 액체인데, 이것이 암을 비롯한 다른 질병의 치료에 효과가 있다고 판촉되었다. Quackwatch는 "이 제품을 지시한 대로 사용한 경우, 인체에 심각한 해를 끼칠 수 있는 산업용 표백제를 생성한다"고 밝혔다.[124]
- 분자교정의학 (또는 메가비타민 요법) - 고용량 비타민을 투여하는 것인데, 이를 지지하는 사람들은 이것이 암 치료에 도움이 된다고 주장한다. 의학계에서는 이러한 요법이 "그 어떤 것이 되었든 간에" 질병을 치료하는 데 효과가 있다는 증거가 없다고 보고 있다.[125]
- 산소 요법 (과산소발생법, 생물-산화 요법, 산화 요법, 오존요법, 산소학, 산화의학)[126] - 과산화수소를 주사해서 산소를 포화시키거나 혹은 직장, 질, 또는 신체에 개방된 부위에 산소로 압력을 가하는 것이다. 미국 압협회에 따르면 "현재 과학적 증거는 산소를 방출하는 화학물질을 신체에 주입하는 것이 암 치료에 효과가 있다는 것을 지지하지 않다"고 밝혔으며, 실제로 이러한 치료는 혈액의 흐름을 방해할 수 있다.[127]

- 케르세틴 - 암을 예방하고 치료한다고 판촉된 식이 보조제로 사용되는 식물의 염료이다. 그러나 미국 암협회에 따르면, "현재 케르세틴이 암을 예방하거나 치료한다고 믿을만 한 신뢰할 수 있는 임상적 근거가 없다"고 밝혔다.[128]
- 레비시 유도 화학치료 (생물학 유도 화학치료, 레비시 암관리, 지질치료, 레비시 요법)[129] - revici라는 사람이 고안한 치료인데 환자마다 그 처방이 다르다. 보통은 지질 알코올 및 다양한 물질을 구강으로 섭취시키거나 주사로 투여하며, 이 사람은 이것으로 암을 치료할 수 있다고 주장했다. 이 사람이 이 요법의 이름은 화학 요법이라고 지었을 지언정 이는 현대 화학요법과 전혀 다르다. 미국 암협회는 "현재 과학적 근거는 레비시 화학 요법이 암이나 기타 질환에 효과적이라는 주장을 지지하지 않는다. 이 요법은 잠재적으로 심각한 부작용을 초래할 수 있다"고 밝혔다.[130]

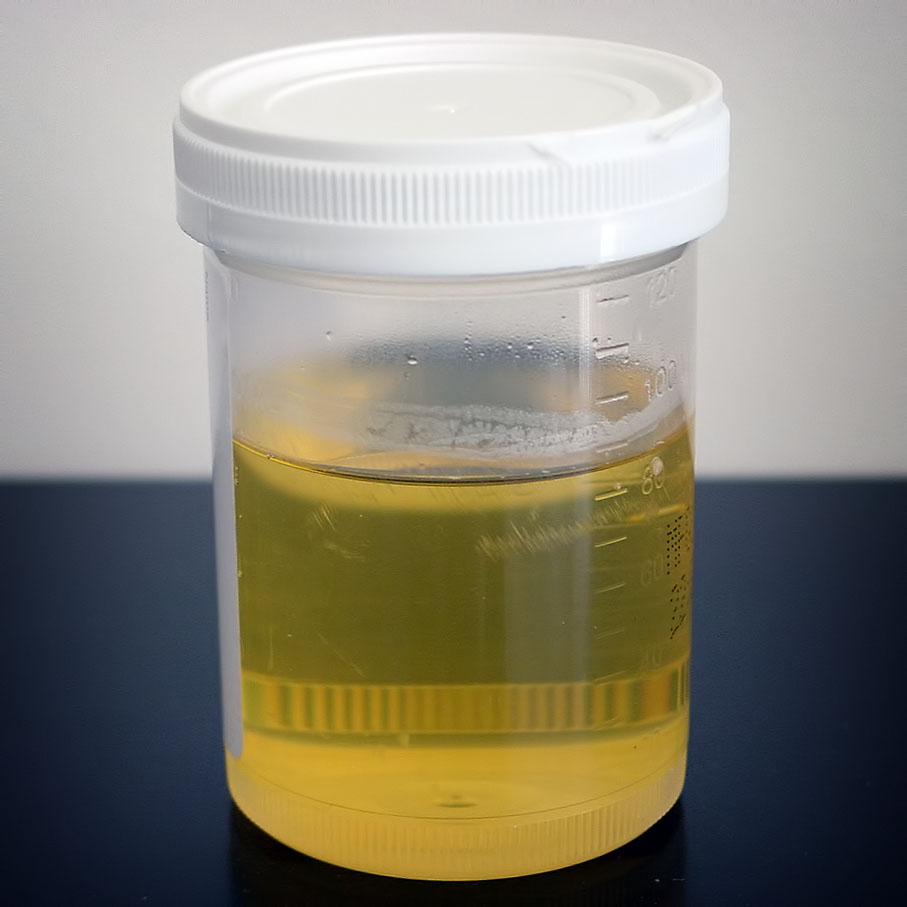
소변 요법은 자신의 소변을 마심으로써 암을 치료하려고 한다.

- 상어 연골 - 상어는 암에 걸리지 않는다는 잘못된 개념 때문에 생긴 것으로 보이는 치료 요법이다. 마요 클리닉의 연구 결과는 "진전된 암환자에게 이 상어 연골 제품이 효과가 있다는 일말의 암시도 나타내지 못했다"고 밝히고 있다.[131]
- 탄산 수소 나트륨 (또는 베이킹 소다) - 미국 암협회에 따르면, "이것이 암이나 곰팡이 감염을 치료한다는 것을 반박하는 자료도 있다. 이것을 지지하는 실질적인 증거가 있기도 하며, 이것이 암을 치유할 수 있다는 주장은 거짓이다"라고 밝혔다.[132]
- 소변 요법 - 암이나 기타 질환을 치료해 보고자 자신의 소변을 마시거나 주사하거나 또는 이것으로 관장을 시행하려 하거나 오줌으로 뭔가를 만들거나 추출하려 하는 것이다. 미국 암협회에 따르면, "어떤 형태가 되었건 간에 현재 과학적 증거는 소변 또는 요소가 암 치료에 도움이 된다는 것을 지지하지 않는다"고 밝혔다.[133]

## 같이 보기
- 기능의학
- 한의학
- 중의학
- [[일본한방의학]